# Antigüedades célticas de la isla de Menorca
Antigüedades célticas de la isla de Menorca es una obra escrita por el ilustrado menorquín Juan Ramis y Ramis (1746-1819). Se publicó en el año 1818 en Mahón, convirtiéndose en el primer libro/tratado íntegramente dedicado a la prehistoria en el ámbito español.

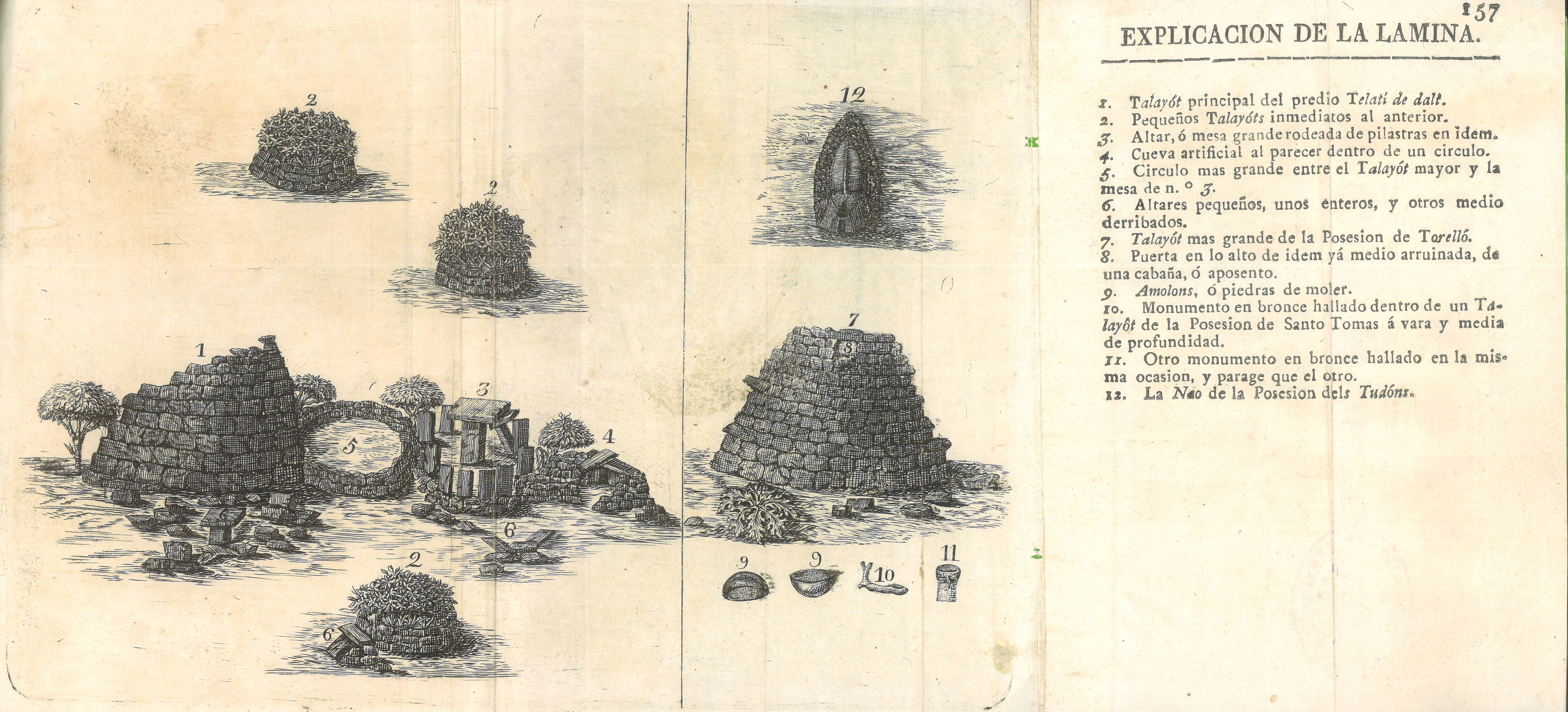
Uno de los grabados incluidos en la obra Antigüedades célticas. En él se observa un listado y la ilustración de varios monumentos de la prehistoria de Menorca.

## Contexto de la obra.
Antigüedades célticas de la isla de Menorca fue escrita durante la última etapa de la vida de Juan Ramis y Ramis, la cual empezó en 1814 y finalizó con su muerte, en 1819, y se caracteriza por la temática histórica (menorquina) de todas las obras editadas en este momento, entre ellas Alquerías de Menorca (1815), Varones Ilustres de Menorca (1816), La Alonsíada (1818) y la póstuma Historia civil y política de Menorca (1819).
Esta etapa de la vida de Ramis se inscribe en un momento en que Menorca se encuentra bajo el dominio de la Corona española, después de un siglo XVIII en el que estuvo hasta en tres ocasiones bajo dominio británico y una bajo dominio francés. Es por este motivo que Ramis, que había utilizado el catalán como lengua vehicular en la mayoría de sus obras, utiliza ahora el castellano. Su principal objetivo es dar a conocer al territorio español el carácter propio de la isla de Menorca a través de su historia.

## La obra.
La obra, referida a la prehistoria menorquina, había sido concebida como una introducción a una obra de mayor envergadura dividida en tres volúmenes dedicados a la historia civil y política de la isla. Solo este primer volumen fue publicado, ya que un año más tarde murió el autor.
El libro de Ramis se divide en una introducción y diez capítulos, a través de los que el autor se aproxima al conocimiento de la prehistoria menorquina siguiendo la tónica dominante en la Europa del siglo XVIII, durante el cual las construcciones megalíticas de los diferentes lugares del continente se consideraban de origen celta.
A lo largo de los diferentes capítulos, el autor clasifica los monumentos tipológicamente (siguiendo la nomenclatura que nos ha llegado hasta nuestros días: talayot, recinto de taula, naveta…) y nos ofrece algunas interpretaciones que a día de hoy –debido al conocimiento que se tiene de la cultura talayótica a partir de las excavaciones realizadas en diferentes yacimientos– se encuentran superadas, ya que plantea que la construcción de los diferentes monumentos fue obra de los celtas y que la mayoría de los edificios (talayóticos) tenían una funcionalidad religiosa, interpretación que gracias a las excavaciones del siglo XX ha variado substancialmente.
Ramis parte de la tradición del antiquarismo, de forma que intenta explicar los restos arqueológicos a través de las fuentes escritas. Pero Ramis supera estos planteamientos, ya que en su obra se pueden observar la utilización de diferentes objetos y estructuras arqueológicas para obtener información acerca del pasado. Vale la pena destacar su hipótesis acerca de la irregular distribución de los asentamientos prehistóricos sobre el territorio insular, que él mismo atribuye con acierto a los condicionantes ambientales definidos por los tipos de suelo. Es interesante también remarcar su exhaustividad en el inventario de yacimientos prehistóricos. De los 350 talayots documentados en la actualidad, Ramis enumera en su obra 195. Así pues, el ilustrado menorquín no era simplemente un investigador de biblioteca y archivo.
A pesar del espíritu ilustrado que se desprende de la obra de Ramis, seguimos encontrando algunos planteamientos que nos conducen a etapas anteriores, haciendo referencia por ejemplo a las raíces bíblicas de los primeros pobladores de la isla y a los escritos de diversos autores que atribuyen el origen del pueblo ibero y celta a Tubal y Tarsis. No será hasta finales del siglo XIX, cuando Émile Cartailhac presenta su obra Monuments Primitifs des Iles Baleares, cuando se empieza a desarrollar un estudio científico, en el sentido moderno de la palabra, de los monumentos prehistóricos de Menorca. Cabe destacar que a diferencia de la obra de Ramis, publicada en 1818, la obra de Cartailhac se publica en 1892, casi treinta años después de que la arqueología se estableciera en el panorama internacional como una verdadera disciplina científica.
Ramis es el primer autor que habla de la naveta des Tudons, aunque su desconocimiento acerca de su contenido lo lleva a interpretarla de manera errónea como si se tratara de un templo dedicado a la diosa Isis. La excavación arqueológica llevada a cabo por Maria Lluïsa Serra Belabre y Lluís Pericot, durante la segunda mitad del siglo XX, permitieron determinar que se trataba en realidad de un sepulcro colectivo.
Un aspecto de modernidad que cabe destacar de la obra de Ramis es su actitud de defensor del patrimonio histórico. Esta postura se refleja perfectamente en la indignación del autor ante la destrucción parcial, sucedida algunos años atrás de la publicación de la obra, de unas piedras de molino situadas en un yacimiento prehistórico.

## Estructura de la obra.
Prólogo
Introducción
Cap. I ¿Qué familias o pueblos precedieron a los demás en poblar a Menorca?
Cap. II Que los celtas de Francia, de las islas británicas y de otros parajes de Europa fabricaron varios edificios semejantes a los de Menorca
Cap. III Cuando empezaron a construirse los talayots o cairns de la isla: instrumentos y medios que sirvieron para ello y fines a que destinaron estas construcciones
Cap. IV De los círculos y pilastras que se ven a corta distancia de los talayots
Cap. V De las mesas o altares grandes y pequeños
Cap. VI De los amolons o piedras de moler que se hallan cerca de los talayots y círculos de Menorca y de las dos ruedas de molino que se ven en lo alto de Torelló
Cap. VII De las cuevas artificiales que se ven en los alrededores de los talayots de Menorca
Cap. VIII Del edificio en figura de buque o nao del predio Els Tudons, del partido de Ciudadela
Cap. IX Varias particularidades de los druidas
Cap. X Conjeturas sobre dos antiguos monumentos últimamente hallados en la isla
Atalayas de la isla de Menorca, vulgo talaiots